# Boucheron
Boucheron ist eine internationale Juwelier- und Uhrmacher-Filialkette im Luxussegment. Boucheron ist für hochwertigen Schmuck sowie Armbanduhren, Edelsteine und Accessoires weltweit bekannt. Gegründet wurde das Unternehmen 1858 in Paris, das Stammhaus steht am Place Vendôme in Paris. Boucheron verfügt über rund 50 Filialen und über 100 lizenzierte Handelspartner. Der geschätzte Umsatz betrug (2010/11) rund 50 Mio. €. Eigentümer ist das zur Artémis Gruppe gehörende Unternehmen Kering, zu dem auch weitere Hersteller von Luxusgütern mit weltweiter Markenbekanntheit gehören.

## Geschichte

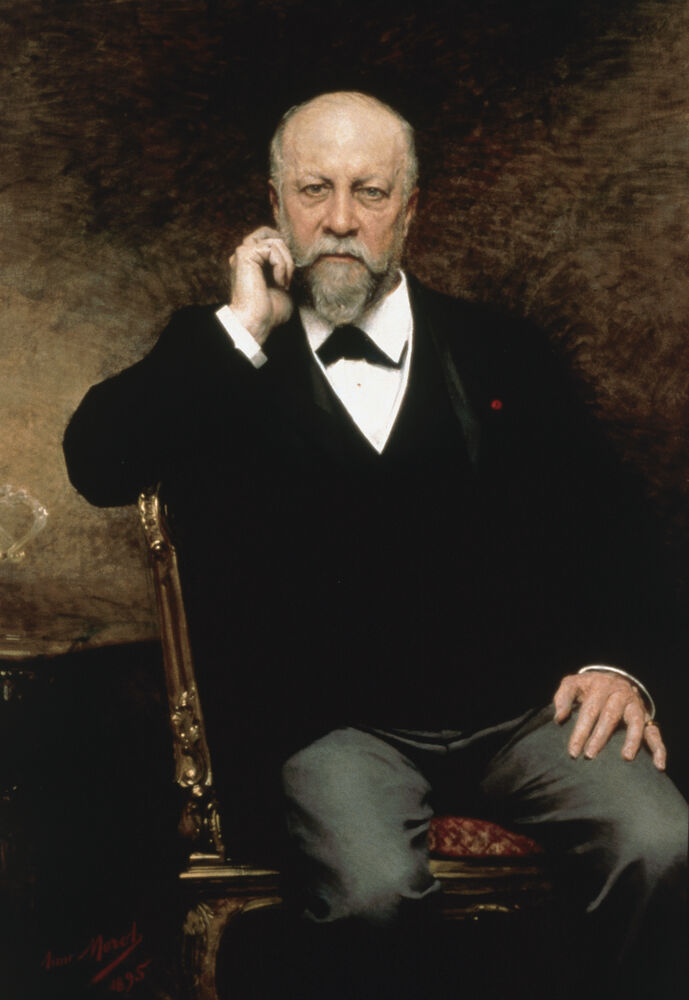
Frédéric Boucheron

Frederic Boucheron eröffnete 1858 sein Juweliergeschäft unter den Arkaden der Galerie de Valois beim Palais Royal in Paris. Er erwarb schnell einen Ruf als Experte für Edelsteine und als begabter, kreativer Handwerker zur Herstellung von edlem Schmuck und Uhren. 1867 wurde Boucheron bei der Weltausstellung in Paris mit einer Goldmedaille ausgezeichnet. Der europäische Hochadel und wohlhabende Bürger selbst aus Amerika wurden seine Kunden. 1893 zog das Unternehmen zu seiner heutigen Adresse am Place Vendôme.

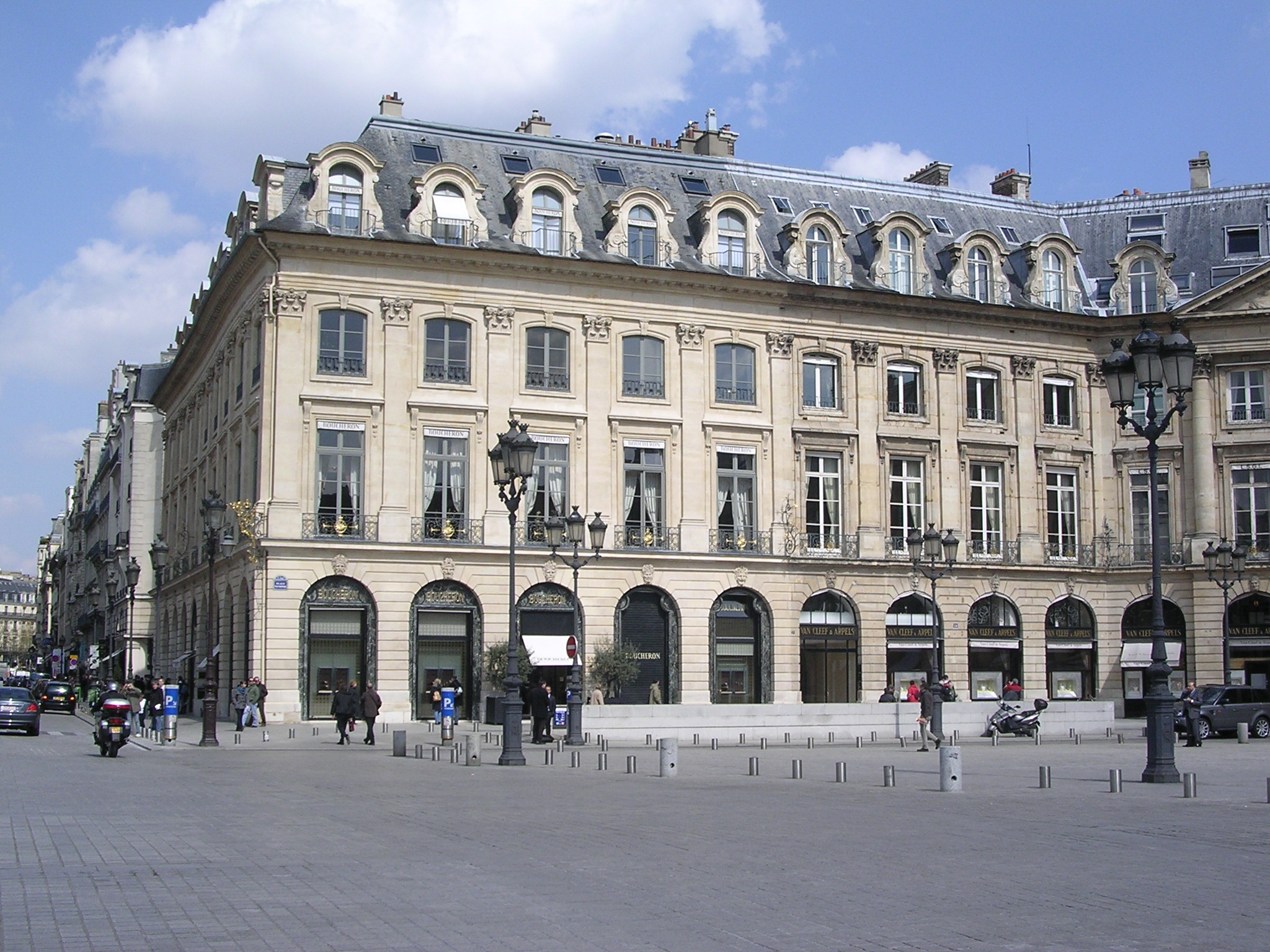
Stammsitz am Place Vendôme in Paris

1893 eröffnet Boucheron die erste ausländische Niederlassung in Moskau. 1903 wurden Geschäfte in London und in New York City gegründet. Weitere ausländische Niederlassungen folgten in den nächsten Jahren und erneut in den letzten Jahrzehnten. Der internationale Kundenstamm vergrößerte sich. Seit 1988 wird unter dem Namen „Boucheron“ auch eine Serie an Parfümartikeln verkauft.
Am 20. August 1902 starb der Gründer, Frédéric Boucheron, im Alter von 71 Jahren, seine Nachkommen übernahmen die Geschäftsführung. Das Unternehmen blieb bis 1994 im Familienbesitz. Der heutige Eigentümer, die Artémis Gruppe, hat das Unternehmen im Jahr 2000 erworben.

## Zusammenarbeit
Im Jahr 1996 entstand aus einer Zusammenarbeit zwischen Boucheron und Waterman eine auf 3471 Stück begrenzte Serie an Schreibgeräten unter dem Namen „Edson signe Boucheron“. „Edson“ war Teil des Vornamens des Waterman Firmengründers, Lewis Edson Waterman. Die Schreibfeder besteht aus 18K Gold und der Stift aus blauem durchsichtigen Kunststoff.
Im Jahr 2006 entwarf der englische Modedesigner Alexander McQueen mit begrenzter Auflage eine Serie an Handtaschen unter dem Markenzeichen von Boucheron.
Zum 150. Geburtstag von Boucheron im Jahr 2008 entstand in Zusammenarbeit mit der Nokia Tochtergesellschaft Vertu ein luxuriöses Handy, dessen Form an einen Goldbarren erinnert.
2010 begann eine Zusammenarbeit zwischen Boucheron und dem Schweizer Uhrenhersteller Girard-Perregaux, der ebenfalls zur Kering Gruppe gehört. Es werden Uhren mit den Markenzeichen beider Unternehmen angeboten.
Ende 2010 unterzeichnete Boucheron mit dem französischen Unternehmen „Interparfums“ einen 15-jährigen exklusiven Lizenzvertrag. Interparfums wurde das Recht erteilt, Parfüms unter der Marke Boucheron herzustellen und zu vertreiben. Zuvor war L’Oréal der Exklusivpartner.